# The Lisbon Traviata
The Lisbon Traviata (La Traviata di Lisbona) è un'opera teatrale del commediografo statunitense Terrence McNally, debuttata nell'Off Broadway nel 1989. Il titolo è un riferimento a Maria Callas, figura ricorrente nelle opere di McNally e protagonista del suo dramma Master Class. 

## Trama
Stephen, editor letterario e appassionato d'opera, è infelice perché il suo compagno lo sta per lasciare per un giovane studente della Columbia University. Si rifugia allora dall'amico Mandy, con cui comincia a parlare d'opera per distrarsi. I due sono grandi appassionati di dive del melodramma, ascoltano diversi dischi e parlano della loro grande passione, Maria Callas. Stephen è recentemente entrato in possesso di un bootleg della produzione de La traviata in scena al Teatro Nacional de São Carlos di Lisbona nel 1958, con la Callas nel ruolo di Violetta; questa registrazione, eseguita da un membro della produzione, è un oggetto di culto tra i collezionisti, dato che ne esistono solo duemila copie. Mandy è ossessionato dal fatto che l'amico abbia trovato una copia e si arrabbia quando scopre che Stephen non l'ha portata con sé. Stephen allora decide di tornare a casa, recuperare il disco e confrontare il suo compagno di otto anni sul destino della loro relazione.

## Produzioni
Una prima versione della commedia andò in scena al Theatre Off Park di New York il 4 giugno 1985, prodotta da Sherwin M. Goldman, diretta da John Tillinger e interpretata da Seth Allen (Mendy), Benjamin Hendrickson (Stephen), Steven Culp (Paul) e Stephen Schnetzer (Mike).
Profondamente rimaneggiata e in gran parte riscritta, la versione definitiva di The Lisbon Traviata debuttò al Manhattan Theatre Club di New York il 23 maggio 1989 e rimase in scena fino al 2 luglio. La produzione fu trasferita al Promenade Theatre dal 31 ottobre dello stesso anno al 28 gennaio 1990, con un nuovo finale. John Tillinger curava ancora la regia e il cast era composto da Nathan Lane (Mendy), Dan Butler (Mike), Anthony Heald (Stephen) e John Slattery (Paul). Particolarmente apprezzata fu la performance di Lane, che vinse il Drama Desk Award al miglior attore.